# Strada statale 78 Picena
La strada statale 78 Picena (SS 78) è una strada statale italiana che scorre in territorio marchigiano.
Ha inizio a sud di Macerata, in frazione Sforzacosta, dalla strada statale 77 della Val di Chienti, ed è la più importante via di comunicazione tra Macerata e Ascoli Piceno. La strada si dirige verso sud toccando in Provincia di Macerata vari comuni, tra cui Urbisaglia, Colmurano, Ripe San Ginesio, San Ginesio e Sarnano; entra quindi in Provincia di Fermo dove attraversa il centro di Amandola e solo il territorio comunale di Montefortino; poi entra in Provincia di Ascoli toccando Comunanza e Roccafluvione. Dopo pochi km si arriva nei pressi di Mozzano, frazione di Ascoli Piceno, dove termina immettendosi nella strada statale 4 Via Salaria.

## Storia
La strada statale 78 ha ricoperto un ruolo fondamentale durante lo sviluppo della seconda guerra mondiale, proprio perché è la più importante via di comunicazione tra Macerata e Ascoli Piceno.

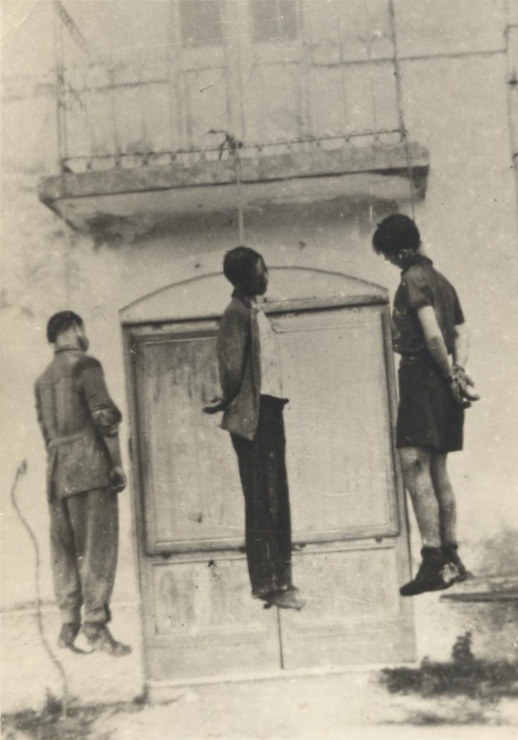
Foto dei corpi dei partigiani Antonio D'Arduin, Mario Mogliani e Benedetto Tardella

Il 5 maggio 1944 lungo il tratto di strada presso Passo San Ginesio, dopo un conflitto a fuoco con le milizie naziste della SS durante un rastrellamento, tre partigiani tra cui Glorio della Vecchia, furono torturati e fucilati. Il 16 giugno la strada nei pressi di Pian di Pieca venne vigilata dal Gruppo Vera, un gruppo partigiano attivo nel territorio maceratese, e nella notte una scarica di fucileria fu scagliata su un ufficiale tedesco in transito sulla statale,che, gravemente ferito, fu trasportato da un'ambulanza della Croce Rossa all'ospedale di Sarnano. I tedeschi setacciarono la zona alla ricerca dei colpevoli, che furono impiccati lungo la strada presso Pian di Pieca il 18 giugno 1944.

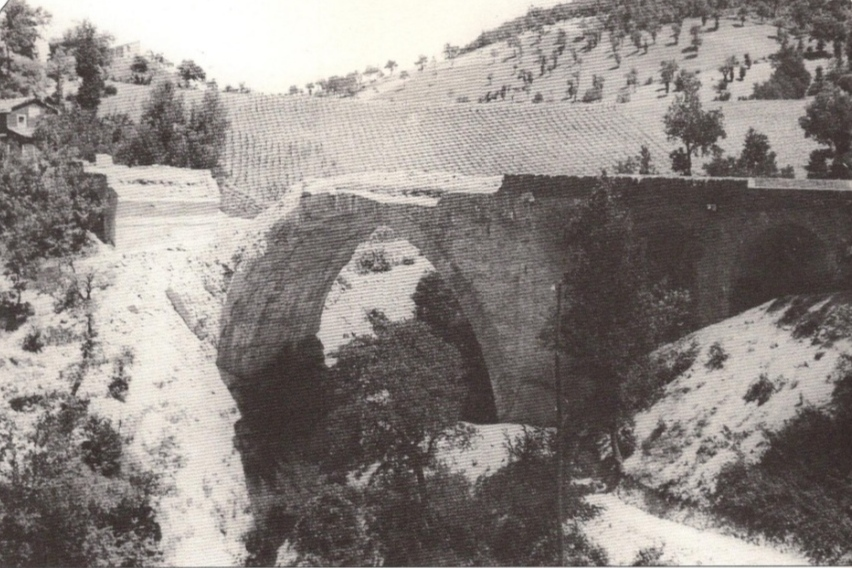
Ponte della SS 78 fatto detonare dai nazisti, 1944

In seguito al D.L. nº 112/1998, dal 2001, la gestione è passata dall'ANAS alla Regione Marche, che ha ulteriormente devoluto le competenze alla Provincia di Macerata e alla Provincia di Ascoli Piceno. Entrambe hanno denominato la strada come provinciale (Strada provinciale 78 Picena nel Maceratese, Strada provinciale 237 nell'Ascolano) non essendoci nelle Marche la classificazione di strada regionale.
Dal 2010, con l'istituzione della Provincia di Fermo, la tratta che attraversa il territorio comunale di Amandola è passata in gestione a quest'ultima provincia.
La tratta compresa fra Comunanza e Roccafluvione, originariamente passante per il valico di Croce di Casale tracciato originario SS 78, particolarmente apprezzata dai mototuristi in virtù delle innumerevoli curve e dei paesaggi spettacolari che attraversa, è ad oggi di fatto bypassata da una variante in galleria molto più scorrevole, denominata SP 237 bis (variante SP 237).
Secondo un rapporto stilato nel 2016 dalla Regione Marche, dalla Provincia di Macerata e dal Compartimento della viabilità per le Marche dell'ANAS, la qualità dell'asfalto di quasi tutta la totalità del manto stradale della SP 78 è stato definito come "sufficiente" o "scarso", mentre le ex case cantoniere dismesse lungo il tracciato sono quattro.
Nel 2018 la strada è tornata di competenza ANAS per tutta la lunghezza del percorso, nell'ambito del piano di "Rientro strade".

## Tracciato

### Strada statale 78
| Picena tratto Sforzacosta-Cardagnano   |                              |                   |           |
| Tratta                                 | Comuni attraversati          | km approssimativi | Provincia |
| Sforzacosta-Maestà                     | Macerata-Urbisaglia          | 6,2               | MC        |
| Maestà-Convento                        | Urbisaglia                   | 2,2               | MC        |
| Convento-Passo Colmurano               | Urbisaglia-Colmurano         | 2,5               | MC        |
| Passo Colmurano-Passo Ripe San Ginesio | Colmurano-Ripe San Ginesio   | 6,7               | MC        |
| Passo Ripe San Ginesio-Macchie         | Ripe San Ginesio-San Ginesio | 2,3               | MC        |
| Macchie-Passo San Ginesio              | San Ginesio                  | 1,2               | MC        |
| Passo San Ginesio-Campanelle           | San Ginesio                  | 1,6               | MC        |
| Campanelle-Santa Croce                 | San Ginesio                  | 4,3               | MC        |
| Santa Croce-Pian di Pieca              | San Ginesio                  | 7,1               | MC        |
| Pian di Pieca-Gabella Nuova            | San Ginesio-Sarnano          | 3,0               | MC        |
| Gabella Nuova-Callarella               | Sarnano                      | 500 m             | MC        |
| Callarella-Sarnano                     | Sarnano                      | 2,7               | MC        |
| Sarnano-Cardagnano                     | Sarnano                      | 2,6               | MC        |
| Cardagnano-Confine provinciale         | Sarnano                      | 1,4               | MC        |

| tratto Rustici-SS 4         |                             |                   |           |
| Tratta                      | Comuni attraversati         | km approssimativi | Provincia |
| Confine provinciale-Rustici | Amandola                    | 3,6               | FM        |
| Rustici-Amandola            | Amandola                    | 3,9               | FM        |
| Amandola-Casa Tasso         | Amandola                    | 6,2               | FM        |
| Casa Tasso-Comunanza        | Amandola-Comunanza          | 2,9               | FM-AP     |
| Comunanza-Ponte Marese      | Comunanza-Roccafluvione     | 14                | AP        |
| Ponte Marese-Marsia         | Roccafluvione               | 2,3               | AP        |
| Marsia-Salare               | Roccafluvione               | 3,1               | AP        |
| Salare-SS 4                 | Roccafluvione-Ascoli Piceno | 2,5               | AP        |